# Masaši Vatanabe
Masaši Vatanabe (japonsko 渡辺 正), japonski nogometaš in trener, 11. januar 1936, Hirošima, Japonska, † 7. december 1995.
Za japonsko reprezentanco je odigral 39 uradnih tekem.